# 林佑美
林 佑美（はやし ゆみ、1981年5月12日 - ）は、日本の政治家。日本維新の会所属の衆議院議員（2期）。元和歌山市議会議員（1期）。

## 来歴
京都府京都市出身。立命館大学大学院政策科学研究科修了後、教育訓練の会社役員を務める。
2022年8月、和歌山市議会議員補欠選挙に立候補し初当選。
2022年和歌山県知事選挙立候補準備のため、同年9月1日に衆議院議員を辞職した岸本周平（同年11月27日の投開票で知事に当選）の欠員補充に伴う衆議院和歌山県第1区補欠選挙に2023年3月3日、立候補することを表明した。同年4月23日の投開票の結果、自由民主党元職の門博文ら3候補を破り初当選を果たした。
2024年10月27日投開票の第50回衆議院議員総選挙においても和歌山1区から日本維新の会公認で立候補。投開票の結果、自民党新人の山本大地に124票の僅差で及ばない結果となったが、重複立候補していた比例近畿ブロックで復活当選した。

## 選挙歴
| 当落 | 選挙                           | 執行日         | 選挙区        | 政党         | 得票数    | 得票率 | 定数 | 得票順位 /候補者数 | 政党内比例順位 /政党当選者数 |
| ---- | ------------------------------ | -------------- | ------------- | ------------ | --------- | ------ | ---- | ------------------ | ---------------------------- |
| 当   | 2022年和歌山市議会議員補欠選挙 | 2022年8月21日  | ーー          | 日本維新の会 | 3万5135票 | 39.30% | 2    | 1/4                | /                            |
| 当   | 第49回衆議院議員補欠選挙       | 2023年4月11日  | 和歌山県第1区 | 日本維新の会 | 6万1720票 | 47.47% | 1    | 1/4                | /                            |
| 比当 | 第50回衆議院議員総選挙         | 2024年10月27日 | 和歌山県第1区 | 日本維新の会 | 7万745票  | 36.18% | 1    | 2/6                | 1/7                          |

## 人物
家族は夫と子供3人。夫の林隆一は和歌山県議会議員を務める。林隆一も日本維新の会に所属していたが、2023年10月に議員報酬の一部の寄付を党の通達通りに行わなかったとして離党勧告を受け、同月27日付で離党している。